# Daniel Solà
Dani Solà Vila (Vic, 3 gennaio 1976) è un ex pilota di rally spagnolo, vincitore del Junior World Rally Championship nel 2002 e del Campionato nazionale spagnolo nel 2006.

## Carriera
Iniziò a gareggiare con una Peugeot 106 nel Rally Catalunya-Costa Brava, poi ripetuto anche con un Saxo Vts e una Seat Cordoba.
La svolta avvenne nel Campionato del mondo rally 2004, dove ha guidato in tre prove come pilota ufficiale di una Mitsubishi Lancer WRC, ottenendo i suoi primi punti con un sesto posto nella gara di casa, il Rally di Catalunya, nel quale ha vinto anche la sua prima prova speciale.
Nel 2005, ha corso per la Ford con Focus RS WRC in sei eventi WRC (quasi metà stagione), ma non riuscì a garantire una costanza di risultati e non fu confermato.
Nel 2006 ha vinto il Campionato Spagnolo nazionale con una Citroën C2 S1600, mentre nel 2007 e nel 2008 ha partecipato all'Intercontinental Rally Challenge, prima con una Honda Civic Type R e poi con una Fiat Abarth Grande Punto S2000, non facendo registrare risultati di rilievo.

## Palmarès
- Junior WRC: 1
2002 su Citroën Saxo S1600

### Vittorie nel mondiale rally

#### Junior WRC
| # | Anno | Rally                  | Co-pilota   | Vettura            |
| - | ---- | ---------------------- | ----------- | ------------------ |
| 1 | 2002 | Rally di Catalogna     | Álex Romaní | Citroën Saxo S1600 |
| 2 | 2002 | Rally di Germania      | Álex Romaní | Citroën Saxo S1600 |
| 3 | 2002 | Rally di Gran Bretagna | Álex Romaní | Citroën Saxo S1600 |

#### P-WRC
| # | Anno | Rally             | Co-pilota          | Vettura                   |
| - | ---- | ----------------- | ------------------ | ------------------------- |
| 1 | 2003 | Rally di Germania | Álex Romaní        | Mitsubishi Lancer Evo VII |
| 2 | 2004 | Rally del Messico | Xavier Amigò Colón | Mitsubishi Lancer Evo VII |

## Risultati nel mondiale rally

### WRC
| 1997 | Scuderia        | Vettura            |  |  |  |  |     |  |  |  |  |  |  |  |  |  |  |  | Punti | Pos. |
| ---- | --------------- | ------------------ |  |  |  |  | --- |  |  |  |  |  |  |  |  |  |  |  | ----- | ---- |
| 1997 | Escudería Osona | Peugeot 106 Rallye |  |  |  |  | Rit |  |  |  |  |  |  |  |  |  |  |  | 0     |      |

| 1998 | Scuderia | Vettura            |  |  |  |  |     |  |  |  |  |  |  |  |  |  |  |  | Punti | Pos. |
| ---- | -------- | ------------------ |  |  |  |  | --- |  |  |  |  |  |  |  |  |  |  |  | ----- | ---- |
| 1998 |          | Peugeot 106 Rallye |  |  |  |  | Rit |  |  |  |  |  |  |  |  |  |  |  | 0     |      |

| 1999 | Scuderia        | Vettura            |  |  |  |  |    |  |  |  |  |  |  |  |  |  |  |  | Punti | Pos. |
| ---- | --------------- | ------------------ |  |  |  |  | -- |  |  |  |  |  |  |  |  |  |  |  | ----- | ---- |
| 1999 | RACC Motorsport | Peugeot 106 Rallye |  |  |  |  | 40 |  |  |  |  |  |  |  |  |  |  |  | 0     |      |

| 2001 | Scuderia        | Vettura                   |  |  |  |  |  |  |  |  |  |  |  |  |  |    |  |  | Punti | Pos. |
| ---- | --------------- | ------------------------- |  |  |  |  |  |  |  |  |  |  |  |  |  | -- |  |  | ----- | ---- |
| 2001 | RACC Motorsport | Seat Ibiza GTi 16V Júnior |  |  |  |  |  |  |  |  |  |  |  |  |  | 34 |  |  | 0     |      |

| 2002 | Scuderia | Vettura                                      |     |  |  |    |  |  |    |  |     |    |    |  |  |    |  |  | Punti | Pos. |
| ---- | -------- | -------------------------------------------- | --- |  |  | -- |  |  | -- |  | --- | -- | -- |  |  | -- |  |  | ----- | ---- |
| 2002 |          | Citroën Saxo S1600 e Mitsubishi Lancer Evo V | Rit |  |  | 19 |  |  | 23 |  | Rit | 12 | 17 |  |  | 21 |  |  | 0     |      |

| 2003 | Scuderia      | Vettura                                       |  |    |  |    |    |    |     |    |    |    |  |     |  |     |  |  | Punti | Pos. |
| ---- | ------------- | --------------------------------------------- |  | -- |  | -- | -- | -- | --- | -- | -- | -- |  | --- |  | --- |  |  | ----- | ---- |
| 2003 | Citroën Sport | Mitsubishi Lancer Evo VII e Citroën Xsara WRC |  | 32 |  | 43 | 12 | 12 | Rit | 22 | 17 | 20 |  | Rit |  | Rit |  |  | 0     |      |

| 2004 | Scuderia          | Vettura                                              |  |    |    |     |  |     |  |    |  |     |  |  |  |     |   |     | Punti | Pos. |
| ---- | ----------------- | ---------------------------------------------------- |  | -- | -- | --- |  | --- |  | -- |  | --- |  |  |  | --- | - | --- | ----- | ---- |
| 2004 | Mitsubishi Motors | Mitsubishi Lancer Evo VII e Mitsubishi Lancer WRC 04 |  | 20 | 11 | Rit |  | Rit |  | SQ |  | Rit |  |  |  | Rit | 6 | Rit | 3     | 21º  |

| 2005 | Scuderia                 | Vettura               |  |  |     |  |  |  |  |  |  |  |    |  |     |     |     |   | Punti | Pos. |
| ---- | ------------------------ | --------------------- |  |  | --- |  |  |  |  |  |  |  | -- |  | --- | --- | --- | - | ----- | ---- |
| 2005 | BP Ford World Rally Team | Ford Focus RS WRC '04 |  |  | Rit |  |  |  |  |  |  |  | 12 |  | Rit | Rit | Rit | 7 | 2     | 22º  |

| 2007 | Scuderia                         | Vettura                                   |  |  |  |  |  |  |  |  |  |  |  |    |    |  |  |    | Punti | Pos. |
| ---- | -------------------------------- | ----------------------------------------- |  |  |  |  |  |  |  |  |  |  |  | -- | -- |  |  | -- | ----- | ---- |
| 2007 | J.A.S Motorsport e Twister Corse | Honda Civic Type-R R3 e Peugeot 207 S2000 |  |  |  |  |  |  |  |  |  |  |  | 20 | 10 |  |  | 44 | 0     |      |

| Legenda | 1º posto | 2º posto | 3º posto | A punti | Senza punti | Ritirato | Squalificato | NP=Non partito C=Gara cancellata | Apice=Power stage |

### Group N Cup/P-WRC
| 1998 | Scuderia | Vettura            |  |  |  |  |     |  |  |  |  |  |  |  |  |  |  |  | Punti | Pos. |
| ---- | -------- | ------------------ |  |  |  |  | --- |  |  |  |  |  |  |  |  |  |  |  | ----- | ---- |
| 1998 |          | Peugeot 106 Rallye |  |  |  |  | Rit |  |  |  |  |  |  |  |  |  |  |  | 0     |      |

| 1999 | Scuderia        | Vettura            |  |  |  |  |    |  |  |  |  |  |  |  |  |  |  |  | Punti | Pos. |
| ---- | --------------- | ------------------ |  |  |  |  | -- |  |  |  |  |  |  |  |  |  |  |  | ----- | ---- |
| 1999 | RACC Motorsport | Peugeot 106 Rallye |  |  |  |  | 16 |  |  |  |  |  |  |  |  |  |  |  | 0     |      |

| 2003 | Scuderia | Vettura                   |  |  |  |    |   |  |     |   |  |   |  |     |  |  |  |  | Punti | Pos. |
| ---- | -------- | ------------------------- |  |  |  | -- | - |  | --- | - |  | - |  | --- |  |  |  |  | ----- | ---- |
| 2003 |          | Mitsubishi Lancer Evo VII |  |  |  | 15 | 2 |  | Rit | 1 |  | 5 |  | Rit |  |  |  |  | 22    | 5º   |

| 2004 | Scuderia | Vettura                   |  |   |   |     |  |  |  |    |  |  |  |  |  |     |  |     | Punti | Pos. |
| ---- | -------- | ------------------------- |  | - | - | --- |  |  |  | -- |  |  |  |  |  | --- |  | --- | ----- | ---- |
| 2004 |          | Mitsubishi Lancer Evo VII |  | 3 | 1 | Rit |  |  |  | SQ |  |  |  |  |  | Rit |  | Rit | 16    | 8º   |

| Legenda | 1º posto | 2º posto | 3º posto | A punti | Senza punti | Ritirato | Squalificato | NP=Non partito C=Gara cancellata | Apice=Power stage |

### Junior WRC
| 2002 | Scuderia | Vettura            |     |  |  |   |  |  |   |  |  |   |   |  |  |   |  |  | Punti | Pos. |
| ---- | -------- | ------------------ | --- |  |  | - |  |  | - |  |  | - | - |  |  | - |  |  | ----- | ---- |
| 2002 |          | Citroën Saxo S1600 | Rit |  |  | 1 |  |  | 4 |  |  | 1 | 3 |  |  | 1 |  |  | 37    | 1º   |

| Legenda | 1º posto | 2º posto | 3º posto | A punti | Senza punti | Ritirato | Squalificato | NP=Non partito C=Gara cancellata | Apice=Power stage |